# Sakramentarz

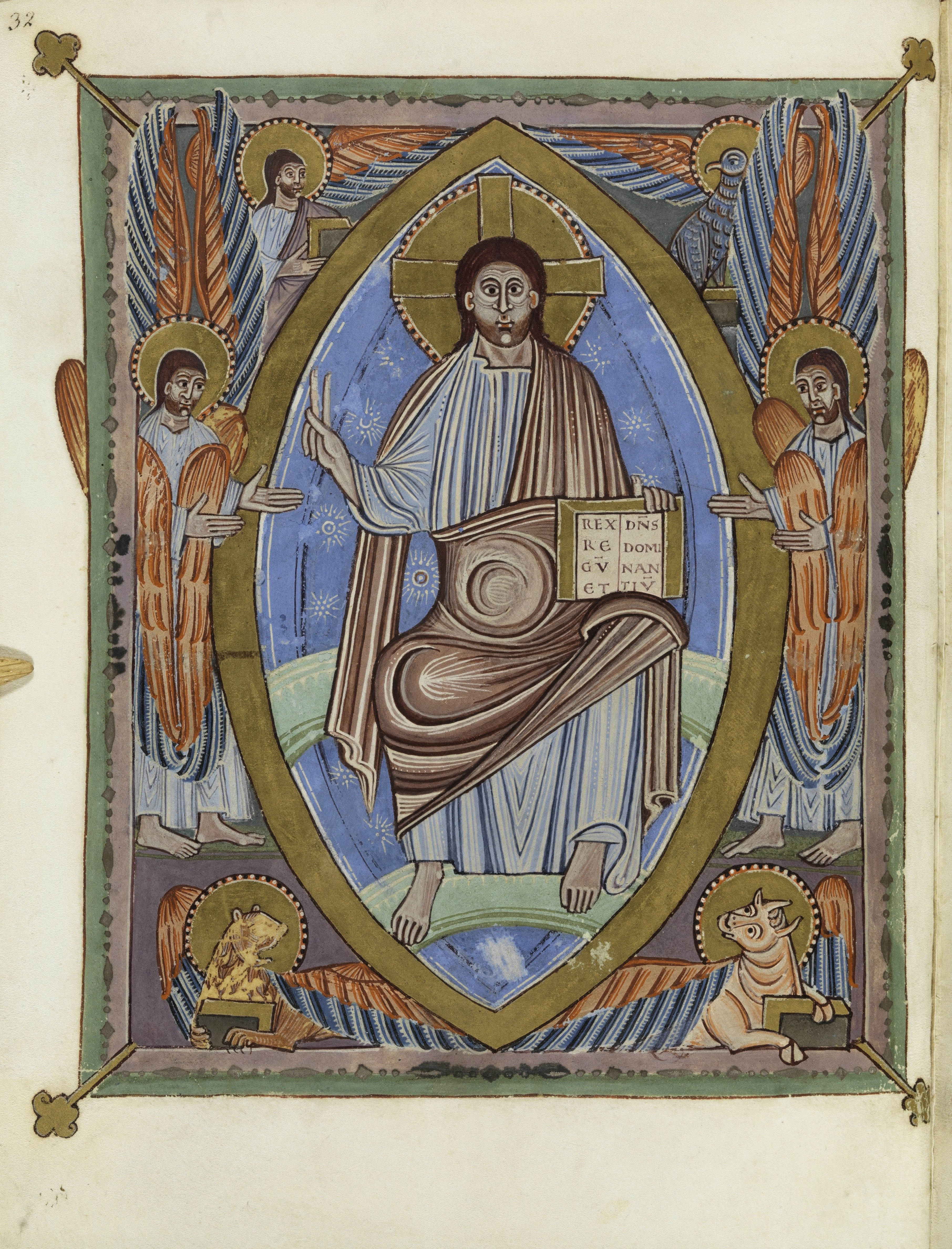
Przedstawienie Chrystusa - Maiestas Domini (Sakramentarz tyniecki)

Sakramentarz – księga liturgiczna używana przed powstaniem mszału. Zawierała modlitwy i ceremonie liturgiczne Mszy oraz szafowania sakramentów.
Sakramentarz sprawował jednocześnie rolę pontyfikału, Rytuału Rzymskiego i mszału, chociaż nie zawierał modlitw na wejście, graduałów, epistoły, Ewangelii, offertorium, ani modlitw na komunię. Zawierał za to części:
- kolekta,
- prefacja,
- kanon rzymski,
- sekrety,
- obrzędy święceń,
- błogosławieństwa.

Grecy nazywali tę księgę Etnologia. 
Rozwój sakramentarza:
- Pierwsza redakcja sakramentarza, tzw. sakramentarz gelazjański, pochodzi od papieża Gelazjusza I, który zmarł w 496. Jest zachowany w Muzeum Watykańskim.
- Za drugi najstarszy Sakramentarz uważa się Sakramentarz Leoniański (przypisywany papieżowi Leonowi I, choć w rzeczywistości nie był on jego autorem[1]) z 545 r., który zawierał 267 prefacji. Został odnaleziony w Weronie w XVIII w. (stąd druga jego nazwa: Sakramentarz Weroniański).
- Pod koniec VI w. papież Grzegorz Wielki dokonał kolejnej korekty sakramentarza.

Żaden z papieży nie był jednak uważany za autora liturgii, ale wszyscy trzej pragnęli zachować i przekazać tradycję apostołów.